# South Windham (Maine)
South Windham es un lugar designado por el censo ubicado en el condado de Cumberland en el estado estadounidense de Maine. En el Censo de 2010 tenía una población de 1.374 habitantes y una densidad poblacional de 420,7 personas por km².

## Geografía
South Windham se encuentra ubicado en las coordenadas 43°44′20″N 70°25′19″O / 43.73889, -70.42194. Según la Oficina del Censo de los Estados Unidos, South Windham tiene una superficie total de 3.27 km², de la cual 3.09 km² corresponden a tierra firme y (5.31%) 0.17 km² es agua.

## Demografía
Según el censo de 2010, había 1.374 personas residiendo en South Windham. La densidad de población era de 420,7 hab./km². De los 1.374 habitantes, South Windham estaba compuesto por el 94.91% blancos, el 3.13% eran afroamericanos, el 0.58% eran amerindios, el 0.22% eran asiáticos, el 0.07% eran isleños del Pacífico, el 0.15% eran de otras razas y el 0.95% pertenecían a dos o más razas. Del total de la población el 1.24% eran hispanos o latinos de cualquier raza.